# جون ماكورميك
جون ماكورميك (بالإنجليزية: John McCormick)‏ (18 يوليو 1936 بغلاسكو في المملكة المتحدة - 2 يوليو 2017) هو لاعب كرة قدم بريطاني في مركز قلب الدفاع. لعب مع كريستال بالاس ونادي أبردين ونادي لانارك الثالث ونادي ويلدستون لكرة القدم.

## وصلات خارجية
- جون ماكورميك على موقع قاعدة بيانات كرة القدم.إي يو (الإنجليزية)